# 김혜리 (배우)
김혜리(1969년 12월 23일 ~ )는 대한민국의 배우이며, 1988년 미스코리아 선 출신인데 본명은 순 한글 이름인 '김해리'(해가 떠있는 마을)였으나 데뷔 초기부터 '김혜리'로 잘못 알려져 아예 예명을 '혜리'로 굳혔다.

## 학력
- 서울여의도초등학교 졸업
- 여의도중학교(前) → 윤중중학교 졸업
- 여의도여자고등학교 졸업
- 동국대학교 문화예술대학원 문화예술경영자과정 수료

## 연기 활동

### 텔레비전 드라마
- 1991년 KBS 아침드라마 《그리고 흔들리는 배》 ... 민숙 역
- 1992년 MBC 목요드라마 《도시인》 ... 키메라/김애라 역
- 1992년 MBC 미니시리즈 《질투》 ... 배채리 역
- 1992년 KBS 미니시리즈 《이별없는 아침》 ... 순이 역
- 1993년 KBS 월화드라마 《일월》 (중도합류)  ... 오현주 역
- 1993년 KBS 주간시트콤 《합이 셋이오》 ... 카페 여사장 역
- 1993년 KBS 청춘드라마 《내일은 사랑》 57화~62화 ... 이지민 역
- 1994년 KBS 설날특집극 《이선풍 저승 유람》 ... 기생 월향 역
- 1994년 KBS 일일연속극 《밥을 태우는 여자》 ... 서윤주 역
- 1994년 SBS 아침연속극 《그대의 창》 ... 정은서 역
- 1995년 SBS 일일연속극 《사랑의 찬가》 ... 홍지숙 역
- 1996년 KBS 대하드라마 《용의 눈물》 ... 덕실/효빈 김씨 역
- 1996년 KBS 대하드라마 《조광조》 ... 단경왕후 신씨 역
- 1996년 MBC 일일연속극 《자반고등어》 ... 송윤주 역
- 1996년 KBS 청소년드라마 《스타트》 ... 국어 교사 김애리 역
- 1997년 SBS 월화드라마 《여자》 ... 화정 역
- 1997년 KBS 일요아침드라마 《세 여자》 ... 초희 역
- 1998년 KBS 대하드라마 《왕과 비》 ... 혜빈 양씨 역
- 1998년 SBS 일일연속극 《7인의 신부》
- 1999년 KBS 아침드라마 《당신》 ... 옥예 역
- 1999년 SBS 아침연속극 《그녀의 선택》 ... 희수 역
- 2000년 KBS 대하드라마 《태조 왕건》 ... 연화 역
- 2002년 SBS 드라마 스페셜 《나쁜 여자들》 ... 이연희 역
- 2003년 SBS 대하드라마 《왕의 여자》 ... 동정월 역
- 2005년 MBC 대하드라마 《신돈》 ... 기황후 역
- 2006년 MBC 일일시트콤 《거침없이 하이킥!》 155회 ... 준하의 첫사랑 혜리 역(특별출연)
- 2007년 MBC 미니시리즈 《옥션 하우스》 ... 민서린 역
- 2008년 KBS 미니시리즈 《바람의 나라》 ... 미유부인 역
- 2011년 SBS 아침연속극 《장미의 전쟁》 ... 이해주 역
- 2013년 MBC 주말 특별기획 《스캔들: 매우 충격적이고 부도덕한 사건》 ... 고주란 / 고석봉 역
- 2014년 KBS2 미니시리즈 《트로트의 연인》 ... 양주희 역
- 2015년 SBS 아침연속극 《어머님은 내 며느리》 ... 추경숙 역
- 2016년 KBS2 일일연속극 《천상의 약속》 ... 박유경 역
- 2016년 tvN 불금불토스페셜 《신데렐라와 네명의 기사》 ... 지화자 역
- 2016년 SBS 일일연속극 《사랑은 방울방울》 ... 나영숙 역
- 2017년 KBS2 금토드라마 《최강 배달꾼》 ... 정혜란 역
- 2018년 KBS1 일일연속극 《비켜라 운명아》 ... 최수희 / 최금순 역

### 영화
- 1991년 《사의 찬미》 ... 윤성덕 역
- 1992년 《언제나 막차를 타고 오는 사람》 ... 재희 역
- 1994년 《계약커플》 ... 혜정 역
- 1995년 《도둑과 시인》
- 2002년 《투게더》
- 2003년 《천년호》 ... 진성여왕 역
- 2004년 《클레멘타인》 ... 임민서 역

### 텔레비전 프로그램
- 1988년 KBS 《쇼특급》 MC
- 1992년 MBC 《유쾌한 스튜디오》 MC
- 1995년 GTV 《수다펀치 팡팡》 MC
- 1996년 GTV 《이런 집에 살고싶다》 MC
- 2002년 KBS2 《연예가중계》 MC
- 2006년 MBC 《기분 좋은 날》 MC

### 광고
- 1988년 태평양화학 리도 깨끗이 물비누
- 1988년 태평양화학 코롱샴푸
- 1990년 금성사 싱싱냉장고 엑센트
- 1990년 한양화학 골드륨펄
- 1990년 피어리스 아미드팜 메이크업
- 1990년 피어리스 아미드팜 쿨
- 1991년 해태음료 이오니카
- 1991년 펩시콜라
- 1992년 애경산업 럭스 뷰티 샤워
- 1992년 비제바노
- 1994년 일양약품 원비에프
- 2002년 LG생활건강 레뗌

## 사건 및 사고
1997년과 2004년, 2014년에 걸쳐 총 세 번이나 음주운전으로 물의를 빚었다. 1997년에는 술을 마시고 강남구 신사동에서 자신의 현대 그랜저 승용차를 몰고가다 택시를 들이받았고, 2004년에는 강남구 논현동 경복아파트 앞에서 자신의 은색 벤츠 S클래스 승용차를 몰고가다 중앙선을 넘어 반대 차선에서 신호대기중이던 BMW 7시리즈 승용차를 들이받았다. 2014년 11월 29일 KBS 2TV에 방송된 연예가중계에서 김혜리의 세 번째 음주운전 충돌사고 소식을 전했다. 김혜리는 지난 28일 음주운전에 적발됐다. 경찰 측은 "피해자 진술을 들어보니 신호위반을 했고 음주 측정 후 귀가시켰다"고 말했다.블랙박스 영상을 보니 만취상태의 김혜리가 자신의 흰색 벤츠 S클래스 승용차를 몰고 신호를 위반하고 무리하게 좌회전을 하다 현대 제네시스 승용차를 들아받으며 충돌사고를 냈다. 피해자는 경미한 부상을 입은 것으로 알려졌다. 만취상태였던 김혜리는 스스로 놀라 현장에서 눈물을 쏟은 것으로 전해졌다. 혈중알코올 농도는 0.177%로 면허 취소 수준이었다

## 수상
- 1988년 미스코리아 선
- 1992년 KBS 연기대상 신인상
- 2001년 KBS 연기대상 우수여자연기상